# Jesus Christ Superstars
Jesus Christ Superstars è un album in studio del gruppo musicale sloveno Laibach, pubblicato nel 1996.

## Il disco
Si tratta di un disco di brani originali e cover aventi come tema la religione.

## Tracce
1. God Is God (Burton/Watkins) – 3:43
2. Jesus Christ Superstar (Lloyd Webber/Rice) – 5:45
3. Kingdom of God (Avsenik/Chris Bohn/Laibach) – 5:37
4. Abuse and Confession (Avsenik/Chris Bohn/Laibach) – 6:14
5. Declaration of Freedom (Chris Bohn/Laibach) – 5:33
6. Message from the Black Star (Chris Bohn/Laibach) – 5:50
7. The Cross (Prince) – 4:54
8. To the New Light (Avsenik/Chris Bohn/Laibach) – 5:00
9. Deus Ex Machina (Avsenik/Laibach) – 4:00